# 새러토가 전역

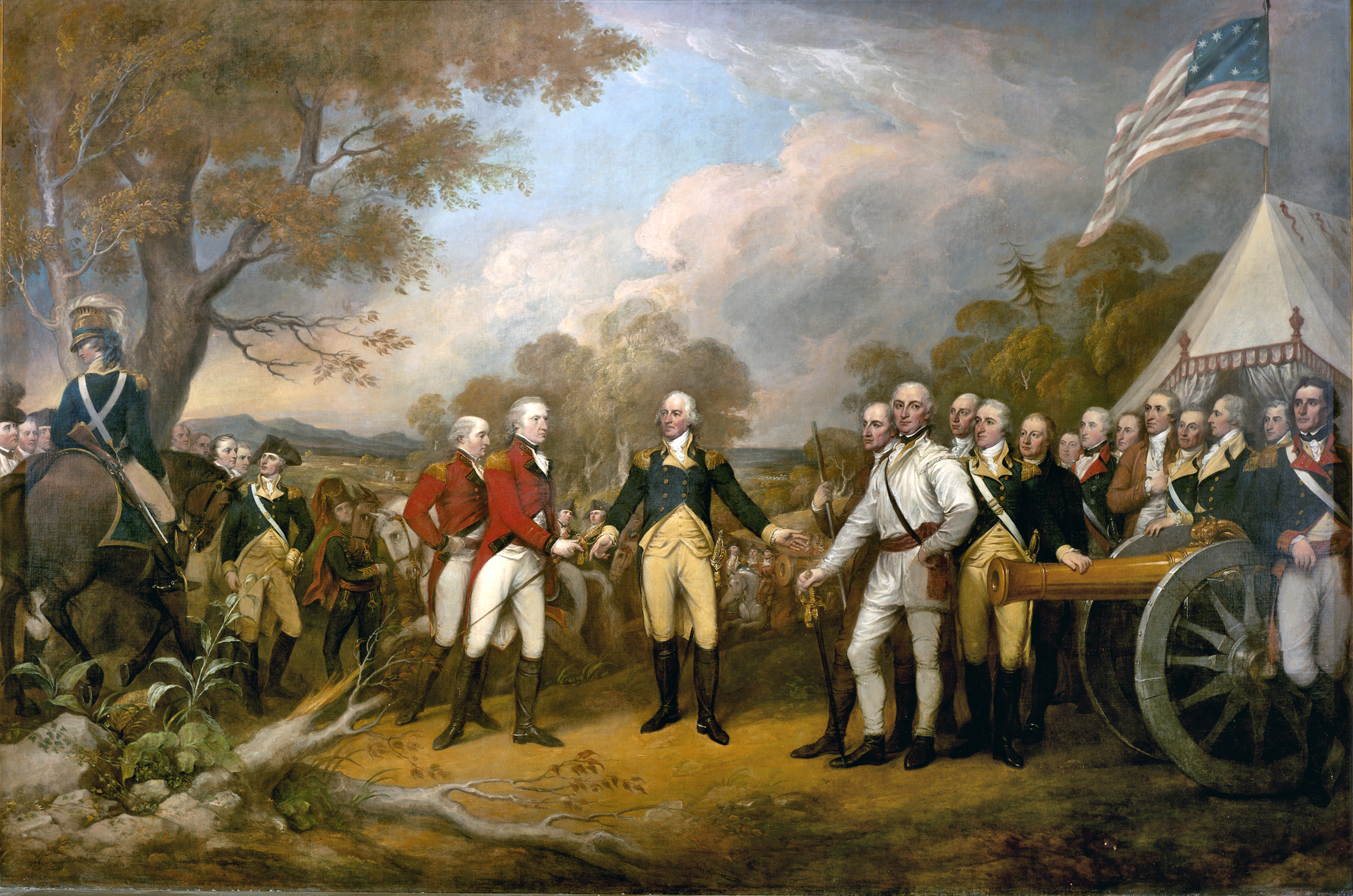
존 트럼불의 《버고인 장군의 항복》

새러토가 전역(영어: Saratoga Campaign)은 미국 독립 전쟁 중 1777년에 일어난 허드슨강의 지배권을 둘러싸고 벌어진 일련의 전투이다. 영국군은 전략적으로 중요한 허드슨강 유역의 군사적 지배권을 얻으려고 했다. 새러토가 전역의 주요 부대는 존 버고인 장군 휘하의 8,000명이며, 캐나다의 퀘벡을 출발해 샹플레인 호수까지 거슬러 허드슨강을 내려가 새러토가에 이르렀다. 거기에 9월과 10월에 정점이 되는 새러토가 전투를 벌인 후 영국군 대부대는 호레이쇼 게이츠 장군이 이끄는 대륙군에게 항복을 할 수 밖에 없었다.
버고인을 지원하려는 노력들은 성공하지 못했다. 배리 세인트 리저 대령은 모호크 강 계곡의 동쪽에 있는 뉴욕의 올버니로 이동하려고 시도했지만, 스탠윅스 요새 포위전 동안 베네딕드 아놀드의 성공적인 책략으로 인디언 지원군을 잃고서 퇴각할 수밖에 없었다. 여름에 남쪽으로부터 계획된 원정은 실현되지 못했다. (이것은 그 해의 전략적 목표에 대한 명백한 의사전달의 실패 때문이었다.) 윌리엄 하우 장군이 부대의 일부를 파견하여 허드슨강을 거슬러 올라오지 않고, 필라델피아를 점령하기 위해서 뉴욕 시에서 군대를 이동했다.
10월 초 뉴욕에서 뒤늦게 헨리 클린턴 경이 버고인 군을 지원하려고 움직였지만, 결과에 큰 영향을 미치지 못했다. 대륙군의 승리는 얼마 되지 이 신생 국가의 사기를 크게 높여 프랑스에게 미국을 지원하여 전쟁에 참가하도록 하였고, 공개적으로 자금, 군인, 해군의 지원을 받아 더 넓은 전장에 대응할 수 있게 하였다.

## 영국군의 전략
1776년 12월 버고인은 북아메리카의 영국군과 독일군이 동계 주둔에 들어가기 때문에 (당시 유럽의 군대는 겨울철에는 활동하지 않았다), 런던에 가서 식민지 장관 조지 저메인과 전쟁 수행에 책임이 있는 정부 관리와의 회담을 시작하여, 1777년의 군사 작전을 논의했다. 영국군의 북아메리카 주둔 부대는 두 개 있었다. 하나는 캐나다의 퀘벡에 있고, 가이 칼튼 경의 지휘하는 군대이며, 1775년에 시작된 대륙군의 캐나다 침공 작전을 1776년에 잘 막아냈다. 다른 하나는 북아메리카 총 사령관 윌리엄 하우 장군의 지휘하는 군대이며, 1776년의 뉴욕 전역에서 조지 워싱턴이 이끄는 대륙군을 뉴욕에서 물리쳤다.

## 같이 보기
- 미국 독립 전쟁의 전투 목록
- 미국 독립 전쟁
- 미국 독립 전쟁